# Neoptolem
Neoptolem (grčki: Νεοπτόλεμος = "novi ratnik") bio je, u grčkoj mitologiji, sin Ahileja i Dejdamije, kćeri Likomedove. Drugo Neoptolemovo ime bilo je Pir (grčki: Πύρρος), bilo zato što ga je tako nazvao Likomed po njegovoj riđoj (πυρρός) kosi, bilo zato što ga je Ahilej začeo dok je boravio među Likomedovim kćerima preobučen u djevojku pod imenom Pira. S druge strane, ime Neoptolem ponio je zato što se Ahilej (ili možda sam Pir) borio u ratu već u ranoj mladosti. Po ocu se ponekad naziva Ahilejevićem (grč. Achillides), a po djedu ili pradjedu naziva se Pelejevićem (grč. Pellides) ili Eakidom (grč. Aeacidas).
Prema manje poznatoj verziji mita, Neoptolemova majka bila je Ifigenija. Kad je ona žrtvovana, Ahilej je sina odveo na otok Skir. Smatra se jednim od manje simpatičnih junaka Trojanskoga rata (npr. u Eneidi). Aleksandar Veliki držao se njegovim potomkom po majci.